# Frederic J. Porta i Capdevila
Frederic Josep Porta i Capdevila (Barcelona, 1996) és un historiador i politòleg català, director de la Revista de Catalunya des del gener de 2025.
Graduat en Ciències Polítiques el 2018, va obtenir un Màster en Història Mundial a la Universitat Pompeu Fabra (UPF). Es va doctorar, a la mateixa universitat, el 2021, amb una tesi doctoral sobre la vida de l'intel·lectual i polític català Josep Maria Batista i Roca.
Ha estat investigador postdoctoral a la Universitat de Barcelona (UB) i participa també en grups de recerca de la Universitat Autònoma de Barcelona, la UB i la UPF. A la UPF és membre del Grup de Recerca en Estats, Nacions i Sobiranies (GRENS) de l'Institut Universitari d'Història Jaume Vicens i Vives d'aquella universitat.
Ha escrit i publicat diversos llibres i estudis sobre nacionalisme català i pensament polític català. Ha publicat la biografia del polític català Josep Dencàs i les obres completes de Daniel Cardona i Civit.
És director de la revista Esperit, de pensament polític i història contemporània. El gener del 2025 esdevingué director de la Revista de Catalunya.